# Giampaolo Mazza

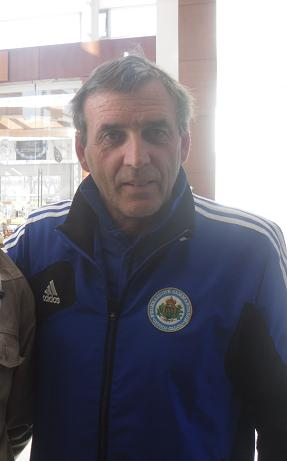
Mazza vào năm 2013

Giampaolo Mazza (sinh ngày 26 tháng 2 năm 1956) là một cựu huấn luyện viên bóng đá của Đội tuyển bóng đá quốc gia San Marino. Mazza huấn luyện đội từ năm 1998 đến năm 2013. Ngoài ra, Mazza là giáo viên thể dục tại một ngôi trường gần San Marino. Từng là 1 cầu thủ chơi ở vị trí tiền vệ, ông là huấn luyện viên tại vị lâu nhất ở châu Âu, với 15 năm dẫn dắt San Marino. Tuy nhiên, ông đã giải nghệ vào tháng 10 năm 2013 sau khi chỉ thắng một trận trong nhiệm kỳ của mình.
Mazza được sinh ra ở Genoa, Ý. Trước khi trở thành huấn luyện viên ở tuổi 21, Mazza là cầu thủ của câu lạc bộ Serie C A.S.D. Victor San Marino. Ông đã ra sân 5 lần bởi San Marino vào năm 1991.

## Thống kê sự nghiệp huấn luyện viên
Tính đến 15 tháng 10 năm 2013.
| Đội        | Bắt đầu          | Kết thúc          | Thành tích | Thành tích | Thành tích | Thành tích | Thành tích      |
| Đội        | Bắt đầu          | Kết thúc          | TT         | T          | H          | B          | Tỷ lệ thắng (%) |
| ---------- | ---------------- | ----------------- | ---------- | ---------- | ---------- | ---------- | --------------- |
| San Marino | Tháng 1 năm 1998 | Tháng 10 năm 2013 | 83         | 1          | 3          | 79         | 001,20          |